# Eduardo Chao
Eduardo Chao Fernández (Ribadavia, 6 de noviembre de 1822-Madrid, 21 de diciembre de 1887) fue un geólogo, naturalista, periodista, historiador y político español.

## Biografía
Nacido en la localidad gallega de Ribadavia el 6 de noviembre de 1822, era hijo de Francisca Fernández y del farmacéutico y científico liberal José María Chao, socio de la Sociedad Económica de Amigos del País de Santiago de Compostela (1834) y catedrático de Farmacia Experimental en su Universidad desde 1840, perseguido sin tregua desde la caída del sistema liberal en 1823 por el general absolutista Nazario Eguía y preso hasta el año 1829, en que fue liberado con ciertas condiciones. Entre sus hermanos se contó Alejandro Chao.
Estudió sus primeras letras y la secundaria en Vigo, y luego en la Universidad de Santiago de Compostela; marchó a Madrid a estudiar Ciencias Naturales y trabajó, al igual que su padre, como profesor de Farmacia. Allí colaboró en la prensa demócrata: El Argos, El Espectador (1847), El Guindilla (1848), El Huracán (1848), y más tarde en El Murciélago (1853), El Látigo (1854), El Eco de las Barricadas (1854), El Crédito (1858) etcétera. Fue sometido a vigilancia por su participación en los conatos revolucionarios de 1848. También intervino activamente en la Revolución de 1854 y aceptó un puesto de oficial en el Ministerio de Gobernación, pero dimitió al ver frustrados los propósitos de la revolución. Fue diputado por su provincia en las cortes que no llegaron a aprobar una nueva constitución. 
Escribió en los periódicos madrileños Revista Químico-Farmacéutica (1850-1851) y La Discusión (1856) y dirigió El Crédito (1858-1865) y El Correo de España (1862), dedicado especialmente a las cuestiones de Ultramar. Dirigió, asimismo, los dos volúmenes del Diccionario enciclopédico de la lengua española (Madrid: Gaspar y Roig, 1853 y 1855) y Los tres reinos de la naturaleza, una enciclopedia de ciencias naturales en nueve volúmenes (1853-1858). Triunfó la Revolución de 1868 y lo nombraron miembro de la junta directiva de Telégrafos y luego su director general, pero volvió a renunciar a su puesto al ver a su partido todavía muy lejos del poder. Volvió a ser diputado por Orense en 1869. 

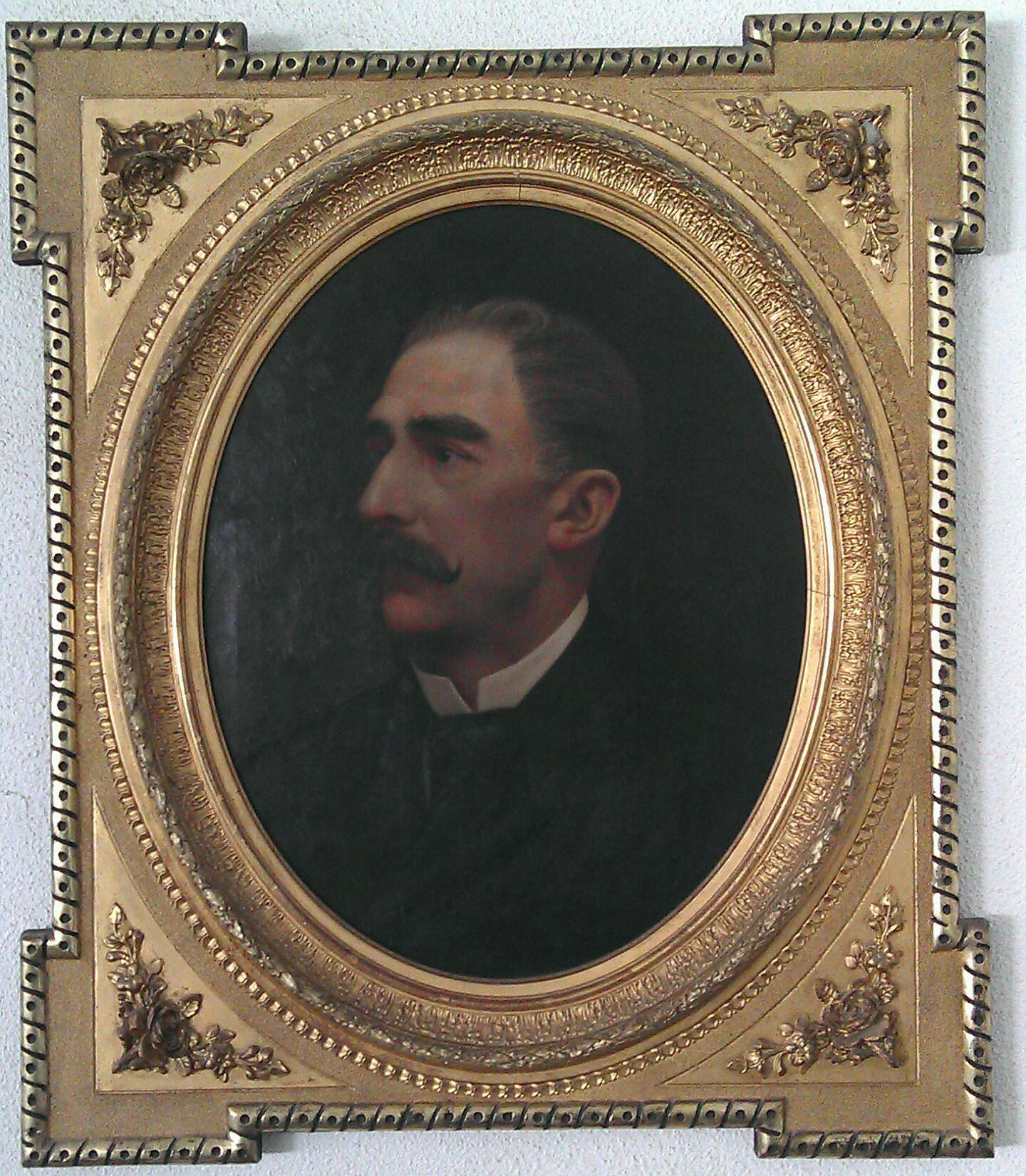
Retrato de Chao

Proclamada la República en 1873, fue ministro de Fomento en el Gobierno republicano presidido por Nicolás Salmerón (1873) y redactó junto a él un Proyecto de bases de la constitución republicano-federal de España (1873). Su breve labor en el ministerio fue sin embargo intensa, pues creó la comisión del Mapa geológico de la península ibérica dirigida por el general Ibáñez de Ibero y la Junta del Canal Imperial de Aragón, organizó las Juntas de Puertos, procuró descentralizar los servicios de obras públicas y dictó varias disposiciones sobre carreteras e inspección de ferrocarriles. Impulsó un Plan general de Instrucción Pública elaborado por Juan Uña, director general de esa materia, bajo la inspiración de las ideas del krausista Francisco Giner de los Ríos. Fundó la Biblioteca Ilustrada de Gaspar y Roig y la Biblioteca del Hombre libre, de su propiedad. 
Como historiador se propuso continuar hasta 1849 con la sección "Historia contemporánea" de la Historia general de España (1601) del jesuita Juan de Mariana, ya anteriormente continuada por José Manuel Miñana, el conde de Toreno y Antonio Cánovas del Castillo (1848). Incluía en este trabajo histórico, entre otras críticas al monarquismo, su tendencia al centralismo, que hizo imponer en Madrid la capital del Estado y su abolición de la foralidad. Al ocurrir su fallecimiento en Madrid el 31 de diciembre de 1887, estaba designado para dirigir el periódico La Justicia. Fue Senador por la provincia de Alicante (opta por Gerona) 1872-1873; Senador por la provincia de Barcelona (opta por Gerona) 1872-1873; Senador por la provincia de Gerona 1872-1873, 1872-1873.

## Obras
- Razones de España para la Revolución de septiembre, 1840.
- Los republicanos y la época, Madrid, imprenta del «Archivo militar», 1842.
- Tratado de mineralogía.
- Historia de la vida militar y política de Martin Zurbano (1846).
- "Prólogo" a Baldomero Espartero, Páginas contemporáneas, Madrid, D. Julián Saavedra y Compañía 1846.
- La Guerra de Cataluña, historia contemporanea de los acontecimientos que han tenido lugar en el Principado desde 1827 hasta el día, con las biografías de los principales personajes, carlistas y liberales, redactada por oficiales que fueron actores o testigos de los acontecimientes, bajo la dirección de D. Eduardo Chao. Madrid: B. Gonzalez, 1847.
- "Historia contemporánea" en Juan de Mariana y otros, Historia general de España. La compuesta, la enmendada y añadida por el Padre Mariana, con la continuación de Miñana, completada con todos los sucesos que comprenden el escrito clásico sobre el reinado de Carlos III, por el conde de Floridablanca, la historia de su levantamiento, guerra y revolución por el conde de Toreno, y la de nuestros días, por Eduardo Chao, enriquecida con notas históricas y críticas, biografías, una tabla cronológica de los sucesos más notables, y un índice general para su más fácil investigación y metódico estudio. Cinco volúmenes en folio, de los cuales el IV y el V son escritos por el Sr. Chao, comprendiendo desde el reinado de Felipe III (1598) hasta el año de 1848.... Madrid: Gaspar y Roig Editores, 1848, 5 vols. Hubo ediciones económicas en la colección de que era propietario Eduardo Chao en Gaspar y Roig.
- Cuadros de la geografía histórica de España desde los primeros tiempos históricos hasta el díades: con varios mapas de las diversas dominaciones, obra auxiliar á todas las historias de España (Madrid: Imprenta de D. Tomas Fortanet M. Ruano y Compañía, 1849).
- Con Antonio Romero Ortíz y Manuel Ruiz de Quevedo, Diccionario de la política. Enciclopedia de la lengua y de la ciencia políticas y de todos los sistemas societarios: colección de artículos especiales y estractos de las obras y discursos de Montesquieu, Rousseau, Benjamin Constant... aumentada con... más de 600 artículos originales, Madrid, 1849.
- Los tres Reinos de la Naturaleza. Museo pintoresco de Historia Natural, descripción completa de los animales, vegetales y minerales útiles y agradables; su forma, instintos, costumbres, virtudes y aplicaciones a la Agricultura, la Medicina y las artes en general, comprendiendo mayor número de géneros que en todas las obras publicadas hasta el día, con un tratado de Geología y un bosquejo histórico de los progresos de las ciencias naturales; obra arreglada sobre los trabajos de los más eminentes naturalistas de todos los países, Buffon etc. con todos los descubrimientos posteriores hasta el día, por una Sociedad de profesores, bajo la dirección de Eduardo Chao e ilustrada con una magnífica colección de láminas en vista del natural y los planos del Gabinete de Historia Natural y del Jardín Botánico de Madrid. Madrid, Imprenta de Gaspar y Roig, 1852-1853, 2 vols.
- Director del Diccionario enciclopédico de la lengua española: con todas las vozes, frases, refranes y locuciones usadas en España y las Américas españolas, en el lenguaje común antiguo y moderno; las de ciencias, artes y oficios; las notables de historia, de biografía, de mitolojía y geografía universal, y todas las particulares de las provincias españolas y americanas. Madrid: Gaspar y Roig, 1853-1858, 9 vols. I-VII: Zoología; VIII, Botánica; IX, Mineralogía.
- La Ostricultura en Galicia. Creación de una riqueza millonaria en las costas de Galicia. Vigo, imprenta de J. Compañel, 1865.
- Proyecto de ley contra la cxcesica división de la propiedad del suelo en Galicia. Madrid, imprenta y litografía de González, 1873.
- Con Nicolás Salmerón, Proyecto de bases de la constitución republicano-federal de España presentado a la Asamblea Federal en 1872.... Madrid, 1873 (2.ª ed.).
- Necesidades del porvenir en Vigo. E. Rubiños, 1881.
- Defensa del proyecto del puerto comercial de Vigo, que estudió D. Melitón Martín. Madrid, imprenta de El Correo, 1883.
- Resumen de la controversia sobre el proyecto de puertos comercial de Vigo, que estudió D. Melitón Martín, hecho para conocimiento de la Junta Consultiva de Caminos, Canales y Puertos, Madrid: Enrique Rubiños, 1884.
- El ferro-carril y el puerto de Vigo, Madrid,[s.n.], 1883.